# ديفيد جونستون (لاعب كرة قدم)
ديفيد جونستون (بالإنجليزية: David Johnston)‏ (20 أكتوبر 1958 في المملكة المتحدة - ) هو لاعب اتحاد الرغبي ولاعب كرة قدم بريطاني في مركز وسط ‏. لعب مع النادي البربري ‏ ومنتخب اسكتلندا الوطني لاتحاد الرغبي.

## وصلات خارجية
- ديفيد جونستون على موقع قاعدة بيانات كرة القدم.إي يو (الإنجليزية)
- ديفيد جونستون على موقع قاعدة بيانات كرة القدم.إي يو (الإنجليزية)
- ديفيد جونستون عل موقع إسبنسكروم (الإنجليزية)